# Альтов, Валерий Александрович
Валерий Александрович Альтов (30 октября 1941 — 17 января 2025) — советский и российский учёный в области прикладной сверхпроводимости, доктор технических наук (1984), профессор, лауреат Государственной премии СССР, заслуженный деятель науки РФ (1996).

## Биография
Родился 30 октября 1941 года. Окончил МЭИ по специальности «Теплофизика» (1964) и аспирантуру, в 1967 г. защитил кандидатскую диссертацию, посвящённую исследованиям, связанным с использованием сверхпроводимости в электротехнике, электроэнергетике и оборонной технике (научный руководитель Сычёв Вячеслав Владимирович).
С 1967 по 1974 г. работал в Институте высоких температур АН СССР: м.н.с., с.н.с., зав. лабораторией.
С 1974 г. начальник отдела ВНИИ метеорологической службы (ВНИИМС), проводил исследования в области стабилизации и метрологии сверхпроводников и создания новых эталонов электрических величин на основе низкотемпературных квантовых эффектов. В 1984 г. защитил докторскую диссертацию.
С 1988 г. первый заместитель руководителя Межведомственного научно-технического центра ВНТК «Стабилизация», созданного на основе ведущих институтов АН СССР, МинВуза, МОП, Госстандарта СССР. С 1992 по 2002 г. заместитель начальника Центра ГОКБ «Горизонт», рировал исследования, связанные с технологией получения сверхпроводников нового поколения и созданием на их основе сверхпроводящих устройств.
С 2003 г. главный научный сотрудник ОИВТ РАН.
Профессор МЭИ (кафедра электромеханики, электрических и электронных аппаратов (ЭМЭЭА)), читал курс «Сверхпроводящие материалы и устройства на их основе». В конце 1980-х гг. некоторое время преподавал в МФТИ.
Основатель и главный редактор международного журнала «Сверхпроводимость: исследования и разработки».
Государственная премия СССР 1988 года — за цикл работ «Стабилизация сверхпроводящих систем» (1964—1986).
Автор песен, которые исполняли Владимир Трошин, Алла Иошпе и другие.
Скончался 17 января 2025 года.

## Основные работы
- Стабилизация сверхпроводящих магнитных систем / В. А. Альтов [и др.]; под ред. В. В. Сычева. — Москва : МЭИ, 2008. — 461, [2] с. : ил., портр.; 22 см; ISBN 978-5-383-00025-0
- Стабилизация сверхпроводящих магнитных систем / В. А. Альтов, В. Б. Зенкевич, М. Г. Кремлев, В. В. Сычев; Под ред. В. В. Сычева. — 2-е изд., перераб. — М. : Энергоатомиздат, 1984. — 312 с. : ил.; 21 см.
- Стабилизация сверхпроводящих магнитных схем [Текст] / В. А. Альтов, В. Б. Зенкевич, М. Г. Кремлев, В. В. Сычев ; Под ред. проф. В. В. Сычева. — Москва : Энергия, 1975. — 327 с. : ил.; 21 см.